# 西洞院時成
西洞院時成（にしのとういん ときなり、正保2年（1645年）12月6日 - 享保9年（1724年）閏4月9日）は、江戸時代前期の公卿。

## 官歴
- 承応2年（1653年）：従五位上、侍従
- 明暦3年（1657年）：正五位下、少納言
- 寛文元年（1661年）：従四位下
- 寛文5年（1665年）：従四位上
- 寛文9年（1669年）：正四位下
- 延宝2年（1674年）：従三位
- 延宝7年（1679年）：右衛門督、正三位
- 天和元年（1681年）：参議
- 天和2年（1682年）：踏歌節会外弁
- 貞享2年（1685年）：東照宮奉幣使
- 元禄13年（1700年）：従二位
- 元禄14年（1701年）：権中納言
- 宝永3年（1706年）：正二位
- 正徳3年（1713年）：権大納言

## 系譜
- 父：西洞院時国
- 子：西洞院時光
- 子：長谷範量
- 子：西洞院範篤